# Euryphryneta albotriangularis
Euryphryneta albotriangularis là một loài bọ cánh cứng trong họ Cerambycidae.